# Gruchet-Saint-Siméon
Gruchet-Saint-Siméon är en kommun i departementet Seine-Maritime i regionen Normandie i norra Frankrike. Kommunen ligger i kantonen Bacqueville-en-Caux som tillhör arrondissementet Dieppe. År 2022 hade Gruchet-Saint-Siméon 687 invånare.

## Befolkningsutveckling
Antalet invånare i kommunen Gruchet-Saint-Siméon
| Referens: INSEE |